# El idioma analítico de John Wilkins

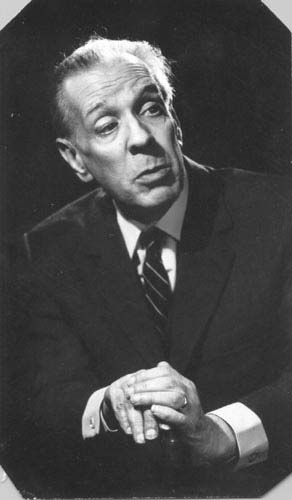
Jorge Luis Borges

El idioma analítico de John Wilkins es un ensayo del escritor argentino Jorge Luis Borges publicado originalmente en Otras inquisiciones (1937-1952). Nos propone un breve análisis de la obra más conocida de John Wilkins “Un ensayo sobre un personaje real y un lenguaje filosófico” (An Essay Towards a Real Character and a Philosophical Language, Londres, 1668)
En su trabajo, Wilkins, propone un nuevo lenguaje universal, destinado principalmente a facilitar la comunicación internacional entre académicos, pero pensado también para ser utilizado por diplomáticos, comerciantes y viajeros.

## Resumen
Borges comienza su ensayo poniendo de relieve la ausencia de John Wilkins en la decimocuarta edición de la Enciclopedia Británica y señalando la poca importancia que se le dio en ediciones anteriores. Destaca la importancia de Wilkins, en particular, señalando su propuesta de elaborar un idioma sintético auxiliar que sirviera como reemplazo al latín, que había sido el idioma internacional de los académicos en Europa occidental durante 1000 años.
El sistema de Wilkins descompone el universo de "cosas y nociones" en divisiones y subdivisiones sucesivamente más pequeñas, asignando a cada paso de esta descomposición una sílaba, consonante o vocal. Su intención es que este idioma se forme de bloques de construcción conceptuales que se recombinen para representar cualquier cosa existente.
Wilkins propone un sistema en apariencia muy simple donde divide el universo en cuarenta categorías divisibles a su vez en especies, asignando a cada género un monosílabo de dos letras; a cada diferencia, una consonante y a cada especie, una vocal.
Borges lo ejemplifica en el texto de la siguiente manera: "...de, quiere decir elemento; deb, el primero de los elementos, el fuego; deba, una porción del elemento del fuego, una llama."
Borges destaca la naturaleza arbitraria de las taxonomías, ya sea que formen un lenguaje o simplemente una forma de entender y ordenar el mundo. Concluye que no existe clasificación del universo que no sea arbitraria y llena de conjeturas. Compara el esquema de Wilkins con una "cierta enciclopedia china" llamada el Emporio celestial de conocimientos benévolos (clasificación ficticia atribuida a Franz Kuhn) en la que se divide a los animales en "...(a) pertenecientes al Emperador, (b) embalsamados, (c) amaestrados, (d) lechones, (e) sirenas, (f) fabulosos, (g) perros sueltos, (h) incluidos en esta clasificación, (i) que se agitan como locos, (j) innumerables, (k) dibujados con un pincel finísimo de pelo de camello, (l) etcétera, (m) que acaban de romper el jarrón, (n) que de lejos parecen moscas.”
Borges elogia la ambición de crear un lenguaje universal, aunque lo considera ingenuo. Señala: "...no es inconcebible un idioma donde el nombre de cada ser indicara todos los pormenores de su destino, pasado y venidero."